# Chińskie latawce
Chińskie latawce – utwór muzyczny polskiego zespołu 2 plus 1 z 1985 roku.

## Informacje ogólne
Piosenka została napisana przez Janusza Kruka, Johna Portera i Macieja Zembatego. Tekst utworu posiada polsko-angielskie słowa – główny wokal należy do Elżbiety Dmoch, a część angielską wykonuje John Porter. Piosenka znalazła się na płycie Video z 1985 roku, a także na stronie B singla „Koszmar”. „Chińskie latawce” cieszyły się dużą popularnością w zestawieniu Radiowa Piosenka Tygodnia na antenie Programu I Polskiego Radia, na której utrzymały się przez szesnaście tygodni i dotarły do miejsca pierwszego.

## Pozycje na listach przebojów
| Lista                              | Pozycja |
| ---------------------------------- | ------- |
| Radiowa Piosenka Tygodnia          | 1       |
| Lista Przebojów Programu Trzeciego | 29      |